# 복마전 (영화)
"복마전"(伏魔殿)은 한국에서 제작된 김종성 감독의 1983년 범죄, 액션 영화이다. 이경춘 등이 주연으로 출연하였고 이우석 등이 제작에 참여하였다.

## 출연

### 주연
- 이경춘
- 이재영
- 진성

## 기타
- 조명: 장기종
- 녹음: 김성찬
- 미술: 이명수